# Рибница (притока Ибра)
Рибница је највећа река која целим својим током прелази преко територије града Краљево, Србија.
Њен горњи (где се зове и Сокоља) и средњи ток налази се у планинском подручју између Столова и Гоча, и ту се јавља низ притока са бујичним режимом вода. Доњи ток Рибнице је изграђен у језерским наслагама и крупним речним наносима јужно од Краљева.
Дужина реке је око 26 km, а површина слива од 115 km².
Река се улива у реку Ибар низводно од Краљева недалоко од места Кованлук (Краљево)
Река је у горњем току доста чиста и има потенцијал да буде салмонидна регија, јер у њој обитава аутохтона поточна пастрмка, а поред ње и камењарка. Десна притока Рибнице, Мељаничка река извире испод Столова и пошто 80% није обрасла дрвећем, изложена је сунцу и самим тим долази до загревања воде која уливањем у Рибницу греје поменуту па се од тог ушћа низводно ређе срећу пастрмке. Река тече највећим делом кроз насеље Рибница (Краљево).